# Jan Szlagowski
Jan Szymon Szlagowski (ur. 11 listopada 1984 w Warszawie) – prezenter telewizyjny i radiowy, a także perkusista, występujący w zespole Blog 27, którego wokalistką była jego młodsza siostra Tola.

## Życiorys
Urodził się i dorastał w Warszawie jako syn Katarzyny Doroty (z domu Krupicz) i muzyka Jarosława Szlagowskiego. Ma młodszą przyrodnią siostrę Tolę (ur. 27 listopada 1993), wokalistkę zespołu Blog 27.
Był prezenterem magazynu młodzieżowego telewizji TVP1 Rower Błażeja w latach 2003–2004. Prowadził także programy na antenie MTV, TVN Style i 4fun.tv, oraz w radiu.
W latach 2006–2008 był perkusistą Blog 27, u boku młodszej siostry Toli Szlagowskiej, która była jego główną wokalistką. W serialu TVN 39 i pół (2008–2009) wystąpił jako Filip, członek zespołu B27, kolega Patryka. W październiku 2011 wziął udział w nagraniu płyty KaCeZet & Fundamenty zespołu Kacezet.
Był lektorem filmu dokumentalnego Nowy Sudan (2011). W filmie Patryka Vegi Hans Kloss. Stawka większa niż śmierć (2012) pojawił się jako spiker radiowy Radia Moskwa. W filmie muzycznym Polskie gówno (2014) był członkiem zespołu Lucy Fur.
W 2017 przeprowadził się do Dharamsali w północnych Indiach, gdzie studiował język tybetański. Stamtąd też w latach 2020–2022 nadawał podcast Duchowy materializm na platformie Radiospacja.